# تونی گائودیو
تونی گائودیو (انگلیسی: Tony Gaudio؛ ۲۰ نوامبر ۱۸۸۳ – ۱۰ اوت ۱۹۵۱) یک مدیر فیلم‌برداری اهل ایالات متحده آمریکا بود.

## جوایز
وی برنده جوایزی همچون جایزه اسکار بهترین فیلمبرداری در سال ۱۹۳۷ (میلادی) شده است.

## فیلم‌شناسی
- دو شوالیه عرب (۱۹۲۷)
- هیاهو (۱۹۲۸)
- فرشته‌های جهنم (۱۹۳۰)
- آنتونی ادورس (۱۹۳۶)
- فرشته سپید (۱۹۳۶)
- داستان لوئی پاستور (۱۹۳۶)
- زندگی امیل زولا (۱۹۳۷)
- پرواز شناسایی (۱۹۳۸)
- ماجراهای رابین هود (۱۹۳۸)
- نامه (۱۹۴۰)
- دروغ بزرگ (۱۹۴۱)